# Chreomisis
Chreomisis is een kevergeslacht uit de familie van de boktorren (Cerambycidae). De wetenschappelijke naam van het geslacht werd voor het eerst geldig gepubliceerd in 1956 door Breuning.

## Soorten
Chreomisis omvat de volgende soorten:
- Chreomisis flava Breuning, 1956
- Chreomisis rufula Breuning, 1956